# Rhodanthe oppositifolia
Rhodanthe oppositifolia là một loài thực vật có hoa trong họ Cúc. Loài này được (S.Moore) Paul G.Wilson miêu tả khoa học đầu tiên năm 1992.